# Falcon Crest
Falcon Crest was een Amerikaanse primetime soapserie die in de Verenigde staten in 1981 zijn debuut maakte op de televisiezender CBS. De eerste drie seizoenen van de serie werden in Nederland in de jaren 80 uitgezonden door de TROS. Eind jaren 90 was de complete serie ook in de middagen op RTL 4 te volgen.
De serie werd gecreëerd door producent Earl Hamner, die eerder meewerkte aan de succesvolle televisieserie The Waltons. Hij wilde een familiedrama maken dat zich afspeelde op een wijngaard. De bazen van CBS wilden vooral een serie vergelijkbaar met Dallas. Hamner voldeed aan hun wensen, waardoor de serie in Amerika na Dallas werd uitgezonden om tien uur 's avonds. Het werd een groot succes. Het openingslied, gecomponeerd door Bill Conti, werd beschouwd als memorabel. De serie speelde zich af op een wijngaard ten noorden van San Francisco en richtte zich op de rivaliserende families Channing en Gioberti.

## Verhaal
De serie draait om Angela Channing, het corrupte en heerszuchtige gezinshoofd, die de eigenares is van verscheidene wijngaarden in Falcon Crest. Haar fatsoenlijke neef Chase Gioberti is nieuw in het gebied en komt naar Falcon Crest voor een aantal wijngaarden dat hij geërfd heeft van zijn vader Jason Gioberti (die omkwam tijdens de pilotaflevering). De professionele Angela en nieuwkomer Chase groeien al snel uit tot intense rivalen.
Angela's erfgenaam is de versierder Lance Cumson. Hij is dol op geld en macht, maar heeft nog nooit gehoord van discipline en vastberadenheid. Angela's doorzettingsvermogen resulteert er echter in dat hij de redacteur van de krant The San Francisco Globe wordt. Als Angela beseft dat Chase zijn wijngaarden nooit aan haar zal opgeven, probeert ze haar vermogen uit te breiden door Lance in een huwelijk met erfgename Melissa Agretti te dwingen. Melissa zal ook ooit een groot gedeelte van de wijngaarden erven, maar Angela weet niet dat ze ook een intrigante en probleemmaker is.
De serie volgt ook Angela's dochter Julia, het hoofd van de wijnproducenten en moeder van Lance. Ze is de zus van Emma, een persoon wier leven wordt gecontroleerd door haar emoties en bevriend raakt met Maggie en Victoria. Maggie is de echtgenote van Chase en werkt als freelance schrijfster. Haar zoon heet Cole, een inmiddels volwassen man die verliefd is op Melissa. Zij wijst hem later echter af voor een toekomst met Lance. Maggie heeft ook een dochter, de ruimdenkende studente Vickie.
Angela krijgt opnieuw concurrentie wanneer Richard Channing in de stad arriveert. Richard is oorspronkelijk een machtige redacteur van een krant, maar interesseert zich ook in de wijngaardenindustrie. Hij is de zoon van Angela's ex-man Douglas en diens maîtresse Jacqueline (de moeder van Chase). Er was buiten de wijngaarden ook veel rivaliteit. Zo streden Lance en Cole constant om de hand van Melissa.
Tijdens de loop van de serie kwamen er verschillende merkwaardige verhaallijnen voor. De serie maakte gebruik van uitbundige cliffhangers aan het einde van het seizoen. Zo was de moord op Carlo Agretti een groot mysterie in het tweede seizoen. In de slotaflevering van het seizoen, waren alle verdachten aanwezig op de bruiloft van Vicky en Nick Hogan. Tot ieders verrassing bleek Julia de dader te zijn. Aan het einde van het derde seizoen was er een vliegtuigongeluk, waarbij drie hoofdpersonages om het leven kwamen. In de laatste aflevering van seizoen 4 stond een allesbedreigende bomexplosie centraal. In het vijfde seizoen was het een aardbeving, waarbij twee personages omkwamen. Aan het begin van het zevende jaar werd vernomen dat Chase was verdronken in de San Francisco Bay. Nog in datzelfde seizoen kwam er een verhaallijn die draaide om The Thirteen, een gevaarlijke groep bestaande uit zakenmannen die de Amerikaanse economie wilden vernietigen. Later werd ook vernomen dat Richard was overleden, terwijl hij werkelijk nog in leven was.
Een andere eigenschap van Falcon Crest was het gebruik van bekende gastrollen. Zo maakten Lana Turner, Gina Lollobrigida, Cesar Romero, Robert Stack, Cliff Robertson, Celeste Holm, Leslie Caron, Ursula Andress, Lauren Hutton, Eddie Albert, Eve Arden, Roscoe Lee Browne en Dana Andrews allen gastverschijningen.

## Cast

### Hoofdpersonages
| Karakter                                | Acteur                                             | Beschrijving | Jaren                |
| --------------------------------------- | -------------------------------------------------- | --- | -------------------- |
| Angela Channing                         | Jane Wyman                                         | Angela is de meedogenloze, tirannieke en egoïstische eigenares van een groot gedeelte van de wijngaarden in Tuscany Valley. Ze heeft een hekel aan haar rivales en doet er bijna alles aan ze uit de weg te ruimen. Ze heeft vier huwelijken achter de rug en is de moeder van Julia en Emma Channing. Later wordt onthuld dat Richard Channing ook haar zoon is. (Wyman accepteerde de rol op aanmoediging van haar ex-man Ronald Reagan (toen President van de Verenigde Staten), nadat Barbara Stanwyck deze afsloeg.) | 1981-1990            |
| Chase Gioberti                          | Robert Foxworth                                    | Chase is een voormalige piloot en oorlogsveteraan, die oorspronkelijk in New York woonde. Hij verhuisde naar Tuscany Valley toen hij ontdekte dat hij hier de wijngaarden van zijn vader had geërfd. | 1981-1987            |
| Maggie Gioberti Channing                | Susan Sullivan                                     | Susan is de echtgenote van Chase en werkt als freelance schrijfster. Ze wordt ook wel beschreven als de sympathieke heldin van de serie. | 1981-1989            |
| Richard Channing                        | David Selby                                        | Richard is een succesvolle zakenman en zoon van Jacqueline Perrault en Douglas. Hij komt naar de stad om er te werken als redacteur van een krant. | 1982-1990            |
| Lance Cumson                            | Lorenzo Lamas                                      | Lance is de zoon van Julia en kleinzoon van Angela. Hij is een echte versierder, totdat hij in een huwelijk met Melissa Agretti wordt gedwongen. Later trouwt hij met Lorraine en Pilar. | 1981-1990            |
| Melissa Agretti Cumson Gioberti         | Ana Alicia                                         | Melissa is de sterke erfgename van haar vaders wijngaarden. Ze trouwt met Lance om uiteindelijk ook zijn wijngaarden over te nemen. Ze is de moeder van Joseph Gioberti en heeft een affaire met Cole. | 1982-1989            |
| Cole Gioberti                           | William R. Moses                                   | Cole is de zoon van Chase en Maggie en wordt verliefd op de getrouwde Melissa. Hij is de vader van haar kind Joseph en trouwt met haar na haar scheiding van Lance. | 1981-1987            |
| Emma Channing                           | Margaret Ladd                                      | Emma is de labiele dochter van Angela en heeft een hekel aan haar bittere persoonlijkheid. Ze heeft veel relaties met mannen, maar het resultaat is elke keer weer een gebroken hart. | 1981-1989            |
| Chao-Li                                 | Chao-Li Chi                                        | Chao-Li is de trouwe chauffeur van Angela. | 1981-1990            |
| Vickie Gioberti Hogan Stavros           | Jamie Rose (seizoen 1-3) Dana Sparks (seizoen 6-8) | Vickie is de dochter van Chase en Maggie die wordt geïntroduceerd als studente. | 1981-1983, 1986-1988 |
| Julia Cumson                            | Abby Dalton                                        | Julia is de oudste dochter van Angela en moeder van Lance. Ze werkt als wijnproducent. | 1981-1986            |
| Philip Erickson                         | Mel Ferrer                                         | Philip is de malafide advocaat van Angela, met wie zij uiteindelijk kort getrouwd is. | 1981-1984            |
| Terry Hartford McCarthy Ranson Channing | Laura Johnson                                      | Terry is de aantrekkelijke maar sluwe jongere zus van Maggie. Ze is een voormalig callgirl die een schandaal veroorzaakt als ze hoger op de sociale ladder wil klimmen. Na de dood van haar man Michael, trouwt ze met Richard. | 1983-1986            |
| Pamela Lynch                            | Sarah Douglas                                      | Pamela is de persoonlijke assistente van Richard. | 1983-1985            |
| Greg Reardon                            | Simon MacCorkindale                                | Greg is de Britse advocaat van Angela. | 1984-1986            |
| Gustav Riebmann                         | Paul Freeman                                       | Paul is een neonazi die werkt als het hoofd van een kartel. Hij veroorzaakt veel problemen in Tuscany Valley. | 1984-1985            |
| Christopher Rossini                     | Ken Olin                                           | Christopher is de buitenechtelijke zoon van Julia die werkt als priester. | 1985-1986            |
| Peter Stavros                           | Cesar Romero                                       | Peter is een Griekse miljardair die een relatie krijgt met Angela. | 1985-1988            |
| Eric Stavros                            | John Callahan                                      | Eric is de zoon van Peter die trouwt met Vickie. | 1986-1988            |
| Dan Fixx                                | Brett Cullen                                       | Dan is een lang verloren familielid van de familie Channing. | 1986-1988            |
| Frank Agretti                           | Rod Taylor                                         | Frank is de oom van Melissa en partner van Angela. | 1988-1990            |
| Nick Agretti                            | David Beecroft                                     | Nick is de zoon van Frank en neef van Melissa. | 1988-1989            |
| Pilar Ortega/Cumson                     | Kristian Alfonso                                   | Pilar is de voormalige tienervriendin van Lance en trouwt uiteindelijk met hem. Haar Spaanse familie werkt op de wijngaarden. | 1988-1990            |
| Lauren Sharpe Daniels                   | Wendy Phillips                                     | Lauren is de achternicht van Maggie en vriendin van Richard. | 1989-1990            |
| Michael Sharpe                          | Gregory Harrison                                   | Michael is de achterneef van Maggie en broer van Lauren. Hij is de meedogenloze rivaal van Richard. | 1989-1990            |
| Genele Ericson                          | Andrea Thompson                                    | Genele is de moordzuchtige schoonzus van Frank Agretti. | 1989-1990            |